# NGC 1488
NGC 1488 — галактика, на которую, возможно, проецируются 2 звезды, в созвездии Тельца.
Этот объект входит в число перечисленных в оригинальной редакции «Нового общего каталога».

## История
NGC 1488 была описана в каталоге Маркри как звезда 12 видимой звездной величины на фоне туманности. 
Долгое время NGC 1488 считалось двойной звездой, но Digitized Sky Survey показал, что на самом деле он является слабой галактикой с двумя звездами на переднем плане.